# Interlands Ghanees voetbalelftal 2010-2019
Deze pagina toont een chronologisch en gedetailleerd overzicht van de interlands die het Ghanees voetbalelftal speelde in de periode 2010 – 2019.

## Interlands

### 2010
|                                                               |       |       |        |                                                                                            |
| 5 januari Vriendschappelijk № ?? «onderlinge duels» 17:30 uur | Ghana | 0 – 0 | Malawi | Mavuso Sports Centre, Manzini Toeschouwers: 2.000 Scheidsrechter: Mbongiseni Fakudze (SWZ) |
| 5 januari Vriendschappelijk № ?? «onderlinge duels» 17:30 uur |       |       |        | Mavuso Sports Centre, Manzini Toeschouwers: 2.000 Scheidsrechter: Mbongiseni Fakudze (SWZ) |

| Afrika Cup 2010 |
| --------------- |

|                                                                      |                                                |       |                           |                                                                                     |
| 15 januari Afrika Cup 2010 Groep B № ?? «onderlinge duels» 18:30 uur | Ivoorkust                                      | 3 – 1 | Ghana                     | Estádio Chimandela, Cabinda Toeschouwers: 23.000 Scheidsrechter: Jerome Damon (RSA) |
| 15 januari Afrika Cup 2010 Groep B № ?? «onderlinge duels» 18:30 uur | Gervinho 23' Siaka Tiéné 66' Didier Drogba 90' |       | 90+3' (pen.) Asamoah Gyan | Estádio Chimandela, Cabinda Toeschouwers: 23.000 Scheidsrechter: Jerome Damon (RSA) |

|                                                                      |              |                |       |                                                                                       |
| 19 januari Afrika Cup 2010 Groep B № ?? «onderlinge duels» 16:00 uur | Burkina Faso | 0 – 1          | Ghana | Estádio 11 de Novembro, Luanda Toeschouwers: 8.000 Scheidsrechter: Eddy Maillet (SEY) |
| 19 januari Afrika Cup 2010 Groep B № ?? «onderlinge duels» 16:00 uur |              | 30' André Ayew |       | Estádio 11 de Novembro, Luanda Toeschouwers: 8.000 Scheidsrechter: Eddy Maillet (SEY) |

|                                                                          |        |                  |       |                                                                                           |
| 24 januari Afrika Cup 2010 Kwartfinale № ?? «onderlinge duels» 16:00 uur | Angola | 0 – 1            | Ghana | Estádio 11 de Novembro, Luanda Toeschouwers: 50.000 Scheidsrechter: Mohamed Benouza (ALG) |
| 24 januari Afrika Cup 2010 Kwartfinale № ?? «onderlinge duels» 16:00 uur |        | 15' Asamoah Gyan |       | Estádio 11 de Novembro, Luanda Toeschouwers: 50.000 Scheidsrechter: Mohamed Benouza (ALG) |

|                                                                           |                  |       |         |                                                                                         |
| 28 januari Afrika Cup 2010 Halve finale № ?? «onderlinge duels» 16:00 uur | Ghana            | 1 – 0 | Nigeria | Estádio 11 de Novembro, Luanda Toeschouwers: 7.500 Scheidsrechter: Daniel Bennett (RSA) |
| 28 januari Afrika Cup 2010 Halve finale № ?? «onderlinge duels» 16:00 uur | Asamoah Gyan 21' |       |         | Estádio 11 de Novembro, Luanda Toeschouwers: 7.500 Scheidsrechter: Daniel Bennett (RSA) |

|                                                                     |       |                  |        |                                                                                           |
| 31 januari Afrika Cup 2010 Finale № ?? «onderlinge duels» 16:00 uur | Ghana | 0 – 1            | Egypte | Estádio 11 de Novembro, Luanda Toeschouwers: 50.000 Scheidsrechter: Koman Coulibaly (MLI) |
| 31 januari Afrika Cup 2010 Finale № ?? «onderlinge duels» 16:00 uur |       | 85' Mohamed Nagy |        | Estádio 11 de Novembro, Luanda Toeschouwers: 50.000 Scheidsrechter: Koman Coulibaly (MLI) |

|  |  |  |  |  |  |  |  |  |

|                                                             |                                       |       |                    |                                                                                  |
| 3 maart Vriendschappelijk № ?? «onderlinge duels» 16:30 uur | Bosnië en Herz.                       | 2 – 1 | Ghana              | Koševo Stadion, Sarajevo Toeschouwers: 5.822 Scheidsrechter: Damir Batinic (CRO) |
| 3 maart Vriendschappelijk № ?? «onderlinge duels» 16:30 uur | Vedad Ibišević 40' Miralem Pjanić 65' |       | 22' Sulley Muntari | Koševo Stadion, Sarajevo Toeschouwers: 5.822 Scheidsrechter: Damir Batinic (CRO) |

|                                                            |                                                                                         |       |                  |                                                                          |
| 1 juni Vriendschappelijk № ?? «onderlinge duels» 20:30 uur | Nederland                                                                               | 4 – 1 | Ghana            | De Kuip, Rotterdam Toeschouwers: 45.000 Scheidsrechter: Svein Moen (NOR) |
| 1 juni Vriendschappelijk № ?? «onderlinge duels» 20:30 uur | Dirk Kuijt 30' Rafael van der Vaart 72' Wesley Sneijder 81' Robin van Persie 87' (pen.) |       | 78' Asamoah Gyan | De Kuip, Rotterdam Toeschouwers: 45.000 Scheidsrechter: Svein Moen (NOR) |

|                                                            |                         |       |         |                                                                                      |
| 5 juni Vriendschappelijk № ?? «onderlinge duels» 16:00 uur | Ghana                   | 1 – 0 | Letland | Stadium:mk, Milton Keynes Toeschouwers: 8.108 Scheidsrechter: Mark Clattenburg (ENG) |
| 5 juni Vriendschappelijk № ?? «onderlinge duels» 16:00 uur | Quincy Owusu-Abeyie 88' |       |         | Stadium:mk, Milton Keynes Toeschouwers: 8.108 Scheidsrechter: Mark Clattenburg (ENG) |

| Wereldkampioenschap 2010 |
| ------------------------ |

|                                                           |        |       |       |                                                                                              |
| 13 juni WK 2010 Groep D № ?? «onderlinge duels» 16:00 uur | Servië | 0 – 1 | Ghana | Loftus Versfeld Stadion, Pretoria Toeschouwers: 38.833 Scheidsrechter: Héctor Baldassi (ARG) |
| 13 juni WK 2010 Groep D № ?? «onderlinge duels» 16:00 uur |        |       |       | Loftus Versfeld Stadion, Pretoria Toeschouwers: 38.833 Scheidsrechter: Héctor Baldassi (ARG) |

|                                                           |                         |           |                  |                                                                                               |
| 19 juni WK 2010 Groep D № ?? «onderlinge duels» 16:00 uur | Ghana                   | 1 – 1     | Australië        | Royal Bafokeng Stadion, Rustenburg Toeschouwers: 34.812 Scheidsrechter: Roberto Rosetti (ITA) |
| 19 juni WK 2010 Groep D № ?? «onderlinge duels» 16:00 uur | Asamoah Gyan 25' (pen.) | (details) | 11' Brett Holman | Royal Bafokeng Stadion, Rustenburg Toeschouwers: 34.812 Scheidsrechter: Roberto Rosetti (ITA) |

|                                                           |       |           |                |                                                                                                   |
| 23 juni WK 2010 Groep D № ?? «onderlinge duels» 20:30 uur | Ghana | 0 – 1     | Duitsland      | First National Bank Stadium, Johannesburg Toeschouwers: 34.812 Scheidsrechter: Carlos Simon (BRA) |
| 23 juni WK 2010 Groep D № ?? «onderlinge duels» 20:30 uur |       | (details) | 60' Mesut Özil | First National Bank Stadium, Johannesburg Toeschouwers: 34.812 Scheidsrechter: Carlos Simon (BRA) |

|                                                                  |                           |       |                                          |                                                                                             |
| 26 juni WK 2010 Achtste finale № ?? «onderlinge duels» 20:30 uur | Verenigde Staten          | 1 – 2 | Ghana                                    | Royal Bafokeng Stadion, Rustenburg Toeschouwers: 34.976 Scheidsrechter: Viktor Kassai (HUN) |
| 26 juni WK 2010 Achtste finale № ?? «onderlinge duels» 20:30 uur | Landon Donovan 62' (pen.) |       | 5' Kevin-Prince Boateng 93' Asamoah Gyan | Royal Bafokeng Stadion, Rustenburg Toeschouwers: 34.976 Scheidsrechter: Viktor Kassai (HUN) |

|                                                              |                  |           |                      |                                                                                           |
| 2 juli WK 2010 Kwartfinale № ?? «onderlinge duels» 20:30 uur | Uruguay          | 1 – 1     | Ghana                | Soccer City, Johannesburg Toeschouwers: 84.017 Scheidsrechter: Olegário Benquerença (POR) |
| 2 juli WK 2010 Kwartfinale № ?? «onderlinge duels» 20:30 uur | Diego Forlán 55' | (details) | 45+2' Sulley Muntari | Soccer City, Johannesburg Toeschouwers: 84.017 Scheidsrechter: Olegário Benquerença (POR) |

|                                                                                   |       | strafschoppen                                           |  |
| Diego Forlán Mauricio Victorino Andrés Scotti Maximiliano Pereira Sebastián Abreu | 4 – 2 | Asamoah Gyan Stephen Appiah John Mensah Dominic Adiyiah |  |

|  |  |  |  |  |  |  |  |  |

|                                                                 |                    |       |       |                                                                                   |
| 11 augustus Vriendschappelijk № ?? «onderlinge duels» 19:30 uur | Zuid-Afrika        | 1 – 0 | Ghana | First National Bank Stadium, Johannesburg Toeschouwers: 45.000 Scheidsrechter: ?? |
| 11 augustus Vriendschappelijk № ?? «onderlinge duels» 19:30 uur | Katlego Mphela 42' |       |       | First National Bank Stadium, Johannesburg Toeschouwers: 45.000 Scheidsrechter: ?? |

|                                                                       |           |                                                 |       | |
| 3 september Kwalificatie Afrika Cup № ?? «onderlinge duels» 14:00 uur | Swaziland | 0 – 3                                           | Ghana | Somhlolo National Stadium, Lobamba Toeschouwers: 5.000 Scheidsrechter: Rajindraparsad Seechurn (MRT) |
| 3 september Kwalificatie Afrika Cup № ?? «onderlinge duels» 14:00 uur |           | 12' André Ayew 69' Prince Tagoe 80' Hans Sarpei |       | Somhlolo National Stadium, Lobamba Toeschouwers: 5.000 Scheidsrechter: Rajindraparsad Seechurn (MRT) |

|                                                                     |       |       |        |                                                              |
| 8 oktober Kwalificatie Afrika Cup № ?? «onderlinge duels» 18:00 uur | Ghana | 0 – 0 | Soedan | Ohene Djan Stadium, Accra Scheidsrechter: Jerome Damon (RSA) |
| 8 oktober Kwalificatie Afrika Cup № ?? «onderlinge duels» 18:00 uur |       |       |        | Ohene Djan Stadium, Accra Scheidsrechter: Jerome Damon (RSA) |

|                                                                 |               |       |       |                           |
| 17 november Vriendschappelijk № ?? «onderlinge duels» 19:55 uur | Saoedi-Arabië | 0 – 0 | Ghana | Al-Maktoum Stadion, Dubai |
| 17 november Vriendschappelijk № ?? «onderlinge duels» 19:55 uur |               |       |       | Al-Maktoum Stadion, Dubai |

### 2011
|                                                                |                                                                                   |       |                          |                                                                                    |
| 8 februari Vriendschappelijk № ?? «onderlinge duels» 20:00 uur | Ghana                                                                             | 4 – 1 | Togo                     | Bosuilstadion, Antwerpen Toeschouwers: 1.500 Scheidsrechter: Peter Vervecken (BEL) |
| 8 februari Vriendschappelijk № ?? «onderlinge duels» 20:00 uur | Dominic Adiyiah 10' Jonathan Mensah 60' Serge Akakpo 69' (e.d.) Samuel Inkoom 84' |       | 48' (pen.) Komlan Amewou | Bosuilstadion, Antwerpen Toeschouwers: 1.500 Scheidsrechter: Peter Vervecken (BEL) |

|                                                                    |                   |                                                        |       |                                     |
| 27 maart Kwalificatie Afrika Cup № ?? «onderlinge duels» 16:45 uur | Congo-Brazzaville | 0 – 3                                                  | Ghana | Stade de la Revolution, Brazzaville |
| 27 maart Kwalificatie Afrika Cup № ?? «onderlinge duels» 16:45 uur |                   | 5' Prince Tagoe 26' Dominic Adiyiah 68' Sulley Muntari |       | Stade de la Revolution, Brazzaville |

|                                                              |                  |       |                    |                                                                                 |
| 29 maart Vriendschappelijk № ?? «onderlinge duels» 20:00 uur | Engeland         | 1 – 1 | Ghana              | Wembley Stadium, Londen Toeschouwers: 80.102 Scheidsrechter: Cüneyt Çakır (TUR) |
| 29 maart Vriendschappelijk № ?? «onderlinge duels» 20:00 uur | Andy Carroll 43' |       | 90+1' Asamoah Gyan | Wembley Stadium, Londen Toeschouwers: 80.102 Scheidsrechter: Cüneyt Çakır (TUR) |

|                                                                  |                                                              |       |                    |                           |
| 3 juni Kwalificatie Afrika Cup № ?? «onderlinge duels» 20:00 uur | Ghana                                                        | 3 – 1 | Congo-Brazzaville  | Baba Yara Stadium, Kumasi |
| 3 juni Kwalificatie Afrika Cup № ?? «onderlinge duels» 20:00 uur | Isaac Vorsah 62' Prince Tagoe 66' Emmanuel Agyemang-Badu 72' |       | 73' Matt Moussilou | Baba Yara Stadium, Kumasi |

|                                                            |                                  |       |                  |                                                                                             |
| 7 juni Vriendschappelijk № ?? «onderlinge duels» 20:00 uur | Zuid-Korea                       | 2 – 1 | Ghana            | Jeonju World Cup Stadium, Jeonju Toeschouwers: 41.271 Scheidsrechter: Ravshan Irmatov (UZB) |
| 7 juni Vriendschappelijk № ?? «onderlinge duels» 20:00 uur | Ji Dong-Won 10' Koo Ja-Cheol 90' |       | 63' Asamoah Gyan | Jeonju World Cup Stadium, Jeonju Toeschouwers: 41.271 Scheidsrechter: Ravshan Irmatov (UZB) |

|                                                                       |                                            |       |           |                             |
| 2 september Kwalificatie Afrika Cup № ?? «onderlinge duels» 20:00 uur | Ghana                                      | 2 – 0 | Swaziland | Accra Sports Stadium, Accra |
| 2 september Kwalificatie Afrika Cup № ?? «onderlinge duels» 20:00 uur | Asamoah Gyan 9' Emmanuel Agyemang-Badu 80' |       |           | Accra Sports Stadium, Accra |

|                                                                 |       |                    |          |                                                                             |
| 5 september Vriendschappelijk № ?? «onderlinge duels» 20:45 uur | Ghana | 0 – 1              | Brazilië | Craven Cottage, Londen Toeschouwers: 25.700 Scheidsrechter: Mike Dean (ENG) |
| 5 september Vriendschappelijk № ?? «onderlinge duels» 20:45 uur |       | 45' Leandro Damião |          | Craven Cottage, Londen Toeschouwers: 25.700 Scheidsrechter: Mike Dean (ENG) |

|                                                                     |        |                                  |       |                            |
| 8 oktober Kwalificatie Afrika Cup № ?? «onderlinge duels» 19:00 uur | Soedan | 0 – 2                            | Ghana | Al-Hilal Stadion, Khartoum |
| 8 oktober Kwalificatie Afrika Cup № ?? «onderlinge duels» 19:00 uur |        | 10' Asamoah Gyan 20' John Mensah |       | Al-Hilal Stadion, Khartoum |

|                                                                |       |       |         |                                                                                   |
| 11 oktober Vriendschappelijk № ?? «onderlinge duels» 20:00 uur | Ghana | 0 – 0 | Nigeria | Vicarage Road, Watford Toeschouwers: 5.000 Scheidsrechter: Mark Clattenburg (ENG) |
| 11 oktober Vriendschappelijk № ?? «onderlinge duels» 20:00 uur |       |       |         | Vicarage Road, Watford Toeschouwers: 5.000 Scheidsrechter: Mark Clattenburg (ENG) |

|                                                                 |                                                       |       |                     |                                     |
| 15 november Vriendschappelijk № ?? «onderlinge duels» 20:00 uur | Ghana                                                 | 2 – 1 | Gabon               | Stade Municipal, Saint-Leu-la-Forêt |
| 15 november Vriendschappelijk № ?? «onderlinge duels» 20:00 uur | Emmanuel Agyemang-Badu 12' (pen.) Derek Asamoah 90+2' |       | 44' Eric Mouloungui | Stade Municipal, Saint-Leu-la-Forêt |

### 2012
|                                                                |                       |       |                    |                                    |
| 15 januari Vriendschappelijk № ?? «onderlinge duels» 15:00 uur | Zuid-Afrika           | 1 – 1 | Ghana              | Royal Bafokeng Stadium, Rustenburg |
| 15 januari Vriendschappelijk № ?? «onderlinge duels» 15:00 uur | Thamsanqa Sangweni 6' |       | 11' Sulley Muntari | Royal Bafokeng Stadium, Rustenburg |

| Afrika Cup 2012 |
| --------------- |

|                                                                 |          |                 |       |                                                                                           |
| 24 januari Afrika Cup Groep D № ?? «onderlinge duels» 16:00 uur | Botswana | 0 – 1           | Ghana | Stade de Franceville, Franceville Toeschouwers: 5.000 Scheidsrechter: Badara Diatta (SEN) |
| 24 januari Afrika Cup Groep D № ?? «onderlinge duels» 16:00 uur |          | 25' John Mensah |       | Stade de Franceville, Franceville Toeschouwers: 5.000 Scheidsrechter: Badara Diatta (SEN) |

|                                                                 |                                 |       |      |                                                                                             |
| 28 januari Afrika Cup Groep D № ?? «onderlinge duels» 19:00 uur | Ghana                           | 2 – 0 | Mali | Stade de Franceville, Franceville Toeschouwers: 7.000 Scheidsrechter: Djamel Haimoudi (ALG) |
| 28 januari Afrika Cup Groep D № ?? «onderlinge duels» 19:00 uur | Asamoah Gyan 63' André Ayew 76' |       |      | Stade de Franceville, Franceville Toeschouwers: 7.000 Scheidsrechter: Djamel Haimoudi (ALG) |

|                                                                 |                            |       |                     |                                                                                            |
| 1 februari Afrika Cup Groep D № ?? «onderlinge duels» 18:00 uur | Ghana                      | 1 – 1 | Guinee              | Stade de Franceville, Franceville Toeschouwers: 5.500 Scheidsrechter: Daniel Bennett (RSA) |
| 1 februari Afrika Cup Groep D № ?? «onderlinge duels» 18:00 uur | Emmanuel Agyemang-Badu 28' |       | 45+2' Abdoul Camara | Stade de Franceville, Franceville Toeschouwers: 5.500 Scheidsrechter: Daniel Bennett (RSA) |

|                                                                     |                                 |       |                   |                                                                                         |
| 5 februari Afrika Cup Kwartfinale № ?? «onderlinge duels» 19:00 uur | Ghana                           | 2 – 1 | Tunesië           | Stade de Franceville, Franceville Toeschouwers: 8.000 Scheidsrechter: Sidi Alioum (CMR) |
| 5 februari Afrika Cup Kwartfinale № ?? «onderlinge duels» 19:00 uur | John Mensah 10' André Ayew 101' |       | 42' Saber Khelifa | Stade de Franceville, Franceville Toeschouwers: 8.000 Scheidsrechter: Sidi Alioum (CMR) |

|                                                                      |                     |       |       |                                                                                  |
| 8 februari Afrika Cup Halve finale № ?? «onderlinge duels» 16:00 uur | Zambia              | 1 – 0 | Ghana | Estadio de Bata, Bata Toeschouwers: 12.000 Scheidsrechter: Mohamed Benouza (ALG) |
| 8 februari Afrika Cup Halve finale № ?? «onderlinge duels» 16:00 uur | Emmanuel Mayuka 78' |       |       | Estadio de Bata, Bata Toeschouwers: 12.000 Scheidsrechter: Mohamed Benouza (ALG) |

|                                                                       |       |                                       |      |                                                                                         |
| 11 februari Afrika Cup Troostfinale № ?? «onderlinge duels» 19:00 uur | Ghana | 0 – 2                                 | Mali | Nuevo Estadio de Malabo, Malabo Toeschouwers: 15.000 Scheidsrechter: Grisha Ghead (EGY) |
| 11 februari Afrika Cup Troostfinale № ?? «onderlinge duels» 19:00 uur |       | 23' Cheick Diabaté 80' Cheick Diabaté |      | Nuevo Estadio de Malabo, Malabo Toeschouwers: 15.000 Scheidsrechter: Grisha Ghead (EGY) |

|  |  |  |  |  |  |  |  |  |

|                                                                 |                             |       |                   |                                                                           |
| 29 februari Vriendschappelijk № ?? «onderlinge duels» 20:00 uur | Chili                       | 1 – 1 | Ghana             | PPL Park, Chester Toeschouwers: 7.000 Scheidsrechter: Elias Bazakos (USA) |
| 29 februari Vriendschappelijk № ?? «onderlinge duels» 20:00 uur | Matías Fernández 90' (pen.) |       | 43' Richard Mpong | PPL Park, Chester Toeschouwers: 7.000 Scheidsrechter: Elias Bazakos (USA) |

|                                                               | |       |         |                                                                                        |
| 1 juni WK 2014 kwalificatie № ?? «onderlinge duels» 19:00 uur | Ghana | 7 – 0 | Lesotho | Kumasi Sports Stadium, Kumasi Toeschouwers: 38.000 Scheidsrechter: Badara Diatta (SEN) |
| 1 juni WK 2014 kwalificatie № ?? «onderlinge duels» 19:00 uur | Sulley Muntari 15' Dominic Adiyiah 24' Jordan Ayew 45' Dominic Adiyiah 50' Christian Atsu 85' Jordan Ayew 88' Jerry Akaminko 90+2' |       |         | Kumasi Sports Stadium, Kumasi Toeschouwers: 38.000 Scheidsrechter: Badara Diatta (SEN) |

|                                                               |                         |       |       |                                                                                             |
| 9 juni WK 2014 kwalificatie № ?? «onderlinge duels» 15:00 uur | Zambia                  | 1 – 0 | Ghana | Levy Mwanawasa Stadion, Ndola Toeschouwers: 40.000 Scheidsrechter: Mohamed Said Kordi (TUN) |
| 9 juni WK 2014 kwalificatie № ?? «onderlinge duels» 15:00 uur | Christopher Katongo 18' |       |       | Levy Mwanawasa Stadion, Ndola Toeschouwers: 40.000 Scheidsrechter: Mohamed Said Kordi (TUN) |

|                                                                 |                    |       |                     |                                                                                    |
| 15 augustus Vriendschappelijk № ?? «onderlinge duels» 20:30 uur | China              | 1 – 1 | Ghana               | Tianhe Stadion, Guangzhou Toeschouwers: 25.000 Scheidsrechter: Kang Hee-Choi (KOR) |
| 15 augustus Vriendschappelijk № ?? «onderlinge duels» 20:30 uur | Gao Lin 57' (pen.) |       | 80' Richmond Boakye | Tianhe Stadion, Guangzhou Toeschouwers: 25.000 Scheidsrechter: Kang Hee-Choi (KOR) |

|                                                                       |                                            |       |        |                                                                 |
| 8 september Kwalificatie Afrika Cup № ?? «onderlinge duels» 16:00 uur | Ghana                                      | 2 – 0 | Malawi | Ohene Djan Stadion, Accra Scheidsrechter: Mohamed Benouza (ALG) |
| 8 september Kwalificatie Afrika Cup № ?? «onderlinge duels» 16:00 uur | Christian Atsu Twasam 8' Anthony Annan 53' |       |        | Ohene Djan Stadion, Accra Scheidsrechter: Mohamed Benouza (ALG) |

|                                                                  |         |       |       |                                     |
| 11 september Vriendschappelijk № ?? «onderlinge duels» 20:00 uur | Liberia | 2 – 0 | Ghana | Antoinette Tubman Stadion, Monrovia |
| 11 september Vriendschappelijk № ?? «onderlinge duels» 20:00 uur |         |       |       | Antoinette Tubman Stadion, Monrovia |

|                                                                      |        |                   |       |                                                                 |
| 13 oktober Kwalificatie Afrika Cup № ?? «onderlinge duels» 14:30 uur | Malawi | 0 – 1             | Ghana | Civo Stadium, Lilongwe Scheidsrechter: Khalid Abdelrahman (SUD) |
| 13 oktober Kwalificatie Afrika Cup № ?? «onderlinge duels» 14:30 uur |        | 4' Afriyie Acquah |       | Civo Stadium, Lilongwe Scheidsrechter: Khalid Abdelrahman (SUD) |

|                                                                 |            |                   |       |                                           |
| 14 november Vriendschappelijk № ?? «onderlinge duels» 20:00 uur | Kaapverdië | 0 – 1             | Ghana | Estádio Universitário de Lisboa, Lissabon |
| 14 november Vriendschappelijk № ?? «onderlinge duels» 20:00 uur |            | 4' Wakaso Mubarak |       | Estádio Universitário de Lisboa, Lissabon |

### 2013
|                                                                |                                                                 |       |        |                                                                                          |
| 10 januari Vriendschappelijk № ?? «onderlinge duels» 20:00 uur | Ghana                                                           | 3 – 0 | Egypte | Sheikh Zayed Stadion, Abu Dhabi Toeschouwers: 5.000 Scheidsrechter: Mohamed Hassan (UAE) |
| 10 januari Vriendschappelijk № ?? «onderlinge duels» 20:00 uur | Emmanuel Agyemang-Badu 18' Richmond Boakye 54' Asamoah Gyan 83' |       |        | Sheikh Zayed Stadion, Abu Dhabi Toeschouwers: 5.000 Scheidsrechter: Mohamed Hassan (UAE) |

|                                                                |                                                                            |       |                                 |                                                     |
| 10 januari Vriendschappelijk № ?? «onderlinge duels» 16:30 uur | Ghana                                                                      | 4 – 2 | Tunesië                         | Sheikh Zayed Stadion, Abu Dhabi Toeschouwers: 5.000 |
| 10 januari Vriendschappelijk № ?? «onderlinge duels» 16:30 uur | John Boye 58' Wakaso Mubarak 64' (pen.) Asamoah Gyan 73' Albert Adomah 86' |       | 16' Issam Jemâa 47' Issam Jemâa | Sheikh Zayed Stadion, Abu Dhabi Toeschouwers: 5.000 |

| Afrika Cup 2013 |
| --------------- |

|                                                                 |                                               |       |                                               | |
| 20 januari Afrika Cup Groep B № ?? «onderlinge duels» 16:00 uur | Ghana                                         | 2 – 2 | Congo-Kinshasa                                | Nelson Mandela Bay Stadium, Port Elizabeth Toeschouwers: 7.000 Scheidsrechter: Daniel Bennett (RSA) |
| 20 januari Afrika Cup Groep B № ?? «onderlinge duels» 16:00 uur | Emmanuel Agyemang-Badu 40' Kwadwo Asamoah 50' |       | 53' Trésor Mputu 68' (pen.) Dieumerci Mbokani | Nelson Mandela Bay Stadium, Port Elizabeth Toeschouwers: 7.000 Scheidsrechter: Daniel Bennett (RSA) |

|                                                                 |                           |       |      | |
| 24 januari Afrika Cup Groep B № ?? «onderlinge duels» 15:00 uur | Ghana                     | 1 – 0 | Mali | Nelson Mandela Bay Stadium, Port Elizabeth Toeschouwers: 8.000 Scheidsrechter: Noumandiez Doué (CIV) |
| 24 januari Afrika Cup Groep B № ?? «onderlinge duels» 15:00 uur | Wakaso Mubarak 38' (pen.) |       |      | Nelson Mandela Bay Stadium, Port Elizabeth Toeschouwers: 8.000 Scheidsrechter: Noumandiez Doué (CIV) |

|                                                                 |                                                         |       |       | |
| 28 januari Afrika Cup Groep B № ?? «onderlinge duels» 17:00 uur | Ghana                                                   | 3 – 0 | Niger | Nelson Mandela Bay Stadium, Port Elizabeth Toeschouwers: 10.000 Scheidsrechter: Badara Diatta (SEN) |
| 28 januari Afrika Cup Groep B № ?? «onderlinge duels» 17:00 uur | Asamoah Gyan 6' Christian Atsu Twasam 23' John Boye 49' |       |       | Nelson Mandela Bay Stadium, Port Elizabeth Toeschouwers: 10.000 Scheidsrechter: Badara Diatta (SEN) |

|                                                                     |                                                |       |            | |
| 2 februari Afrika Cup Kwartfinale № ?? «onderlinge duels» 15:00 uur | Ghana                                          | 2 – 0 | Kaapverdië | Nelson Mandela Bay Stadium, Port Elizabeth Toeschouwers: 8.000 Scheidsrechter: Rajindraparsad Seechurn (MRI) |
| 2 februari Afrika Cup Kwartfinale № ?? «onderlinge duels» 15:00 uur | Wakaso Mubarak 54' (pen.) Wakaso Mubarak 90+5' |       |            | Nelson Mandela Bay Stadium, Port Elizabeth Toeschouwers: 8.000 Scheidsrechter: Rajindraparsad Seechurn (MRI) |

|                                                                      |                                                        |       |                                                                                           |                                                                                     |
| 6 februari Afrika Cup Halve finale № ?? «onderlinge duels» 15:00 uur | Burkina Faso                                           | 1 – 1 | Ghana                                                                                     | Mbombela Stadion, Nelspruit Toeschouwers: 35.000 Scheidsrechter: Selim Jedidi (TUN) |
| 6 februari Afrika Cup Halve finale № ?? «onderlinge duels» 15:00 uur | Aristide Bancé 60'                                     |       | 13' (pen.) Wakaso Mubarak                                                                 | Mbombela Stadion, Nelspruit Toeschouwers: 35.000 Scheidsrechter: Selim Jedidi (TUN) |
| 6 februari Afrika Cup Halve finale № ?? «onderlinge duels» 15:00 uur | Strafschoppen                                          |       |                                                                                           | Mbombela Stadion, Nelspruit Toeschouwers: 35.000 Scheidsrechter: Selim Jedidi (TUN) |
| 6 februari Afrika Cup Halve finale № ?? «onderlinge duels» 15:00 uur | Bakary Koné Henri Traoré Paul Koulibaly Aristide Bancé | 2 – 3 | Isaac Vorsah Christian Atsu Twasam Harrison Afful Emmanuel Clottey Emmanuel Agyemang-Badu | Mbombela Stadion, Nelspruit Toeschouwers: 35.000 Scheidsrechter: Selim Jedidi (TUN) |

|                                                                      |                    |       |                                                            | |
| 9 februari Afrika Cup Troostfinale № ?? «onderlinge duels» 18:00 uur | Ghana              | 1 – 3 | Mali                                                       | Nelson Mandela Bay Stadium, Port Elizabeth Toeschouwers: 6.000 Scheidsrechter: Eric Otogo-Castane (GAB) |
| 9 februari Afrika Cup Troostfinale № ?? «onderlinge duels» 18:00 uur | Kwadwo Asamoah 82' |       | 21' Mamadou Samassa 48' Seydou Keita 90+4' Sigamary Diarra | Nelson Mandela Bay Stadium, Port Elizabeth Toeschouwers: 6.000 Scheidsrechter: Eric Otogo-Castane (GAB) |

|  |  |  |  |  |  |  |  |  |

|                                                                 |                                                                                       |       |        |                                                                                          |
| 24 maart WK 2014 kwalificatie № ?? «onderlinge duels» 16:00 uur | Ghana                                                                                 | 4 – 0 | Soedan | Kumasi Sports Stadium, Kumasi Toeschouwers: 38.000 Scheidsrechter: Anthony Raphael (MWI) |
| 24 maart WK 2014 kwalificatie № ?? «onderlinge duels» 16:00 uur | Asamoah Gyan 19' Wakaso Mubarak 38' Abdul Majeed Waris 79' Emmanuel Agyemang-Badu 84' |       |        | Kumasi Sports Stadium, Kumasi Toeschouwers: 38.000 Scheidsrechter: Anthony Raphael (MWI) |

|                                                               |                              |       |                                                      |                                                                                      |
| 7 juni WK 2014 kwalificatie № ?? «onderlinge duels» 20:00 uur | Soedan                       | 1 – 3 | Ghana                                                | Al-Merrikh Stadion, Omdurman Toeschouwers: 32.000 Scheidsrechter: Ousmane Fall (SEN) |
| 7 juni WK 2014 kwalificatie № ?? «onderlinge duels» 20:00 uur | Mudather El Tahir 30' (pen.) |       | 16' Asamoah Gyan 83' Sulley Muntari 63' Asamoah Gyan | Al-Merrikh Stadion, Omdurman Toeschouwers: 32.000 Scheidsrechter: Ousmane Fall (SEN) |

|                                                   |       |       |           |  |
| 12 juni Vriendschappelijk № ?? «onderlinge duels» | Ghana | 2 – 1 | Ivoorkust |  |
| 12 juni Vriendschappelijk № ?? «onderlinge duels» |       |       |           |  |

|                                                   |       |       |           |  |
| 14 juni Vriendschappelijk № ?? «onderlinge duels» | Ghana | 1 – 1 | Ivoorkust |  |
| 14 juni Vriendschappelijk № ?? «onderlinge duels» |       |       |           |  |

|                                                                |         |                                     |       |                                                                                   |
| 16 juni WK 2014 kwalificatie № ?? «onderlinge duels» 15:00 uur | Lesotho | 0 – 2                               | Ghana | Setsoto Stadium, Maseru Toeschouwers: ?? Scheidsrechter: Thierry Nkurunziza (BDI) |
| 16 juni WK 2014 kwalificatie № ?? «onderlinge duels» 15:00 uur |         | 44' Christian Atsu 75' Asamoah Gyan |       | Setsoto Stadium, Maseru Toeschouwers: ?? Scheidsrechter: Thierry Nkurunziza (BDI) |

|                                                                 |                                |       |                                   |                                                                                        |
| 14 augustus Vriendschappelijk № ?? «onderlinge duels» 20:00 uur | Turkije                        | 2 – 2 | Ghana                             | Atatürk Olimpiyat Stadı, Istanboel Toeschouwers: 5.106 Scheidsrechter: Matej Jug (SLV) |
| 14 augustus Vriendschappelijk № ?? «onderlinge duels» 20:00 uur | Burak Yılmaz 7' Umut Bulut 28' |       | 61' Asamoah Gyan 75' Asamoah Gyan | Atatürk Olimpiyat Stadı, Istanboel Toeschouwers: 5.106 Scheidsrechter: Matej Jug (SLV) |

|                                                                    |                                    |       |                    |                                                                                      |
| 6 september WK 2014 kwalificatie № ?? «onderlinge duels» 18:00 uur | Ghana                              | 2 – 1 | Zambia             | Baba Yara Stadion, Kumasi Toeschouwers: 40.000 Scheidsrechter: Djamel Haimoudi (ALG) |
| 6 september WK 2014 kwalificatie № ?? «onderlinge duels» 18:00 uur | Abdul Waris 17' Kwadwo Asamoah 60' |       | 71' Nathan Sinkala | Baba Yara Stadion, Kumasi Toeschouwers: 40.000 Scheidsrechter: Djamel Haimoudi (ALG) |

|                                                                  |                                                       |       |                      |                                                                                |
| 10 september Vriendschappelijk № ?? «onderlinge duels» 12:30 uur | Japan                                                 | 3 – 1 | Ghana                | Saitamastadion, Saitama Toeschouwers: 64.525 Scheidsrechter: Chris Beath (AUS) |
| 10 september Vriendschappelijk № ?? «onderlinge duels» 12:30 uur | Shinji Kagawa 50' Yasuhito Endō 64' Keisuke Honda 71' |       | 24' Frank Acheampong | Saitamastadion, Saitama Toeschouwers: 64.525 Scheidsrechter: Chris Beath (AUS) |

|                                                                   | |       |                              |                                                                                         |
| 15 oktober WK 2014 kwalificatie № ?? «onderlinge duels» 16:00 uur | Ghana | 6 – 1 | Egypte                       | Baba Yara Stadion, Kumasi Toeschouwers: 38.000 Scheidsrechter: Bouchaib El Ahrach (MAR) |
| 15 oktober WK 2014 kwalificatie № ?? «onderlinge duels» 16:00 uur | Asamoah Gyan 5' Wael Gomaa 22' (e.d.) Waris Majeed 44' Asamoah Gyan 53' Sulley Muntari 72' (pen.) Christian Atsu 89' |       | 41' (pen.) Mohamed Abo Treka | Baba Yara Stadion, Kumasi Toeschouwers: 38.000 Scheidsrechter: Bouchaib El Ahrach (MAR) |

|                                                                    |                               |       |                          |                                                                                 |
| 19 november WK 2014 kwalificatie № ?? «onderlinge duels» 18:00 uur | Egypte                        | 2 – 1 | Ghana                    | Cairo Stadium, Caïro Toeschouwers: 38.000 Scheidsrechter: Noumandiez Doué (CIV) |
| 19 november WK 2014 kwalificatie № ?? «onderlinge duels» 18:00 uur | Amr Zaki 25' Mohamed Nagy 84' |       | 79' Kevin-Prince Boateng | Cairo Stadium, Caïro Toeschouwers: 38.000 Scheidsrechter: Noumandiez Doué (CIV) |

### 2014
|                                                                                   |                        |       |                   |                                                                                         |
| 13 januari African Championship of Nations 2014 № ?? «onderlinge duels» 17:00 uur | Ghana                  | 1 – 0 | Congo-Brazzaville | Vrystaatstadion, Bloemfontein Toeschouwers: 3.500 Scheidsrechter: Sylvester Kirwa (KEN) |
| 13 januari African Championship of Nations 2014 № ?? «onderlinge duels» 17:00 uur | Theophilus Anobaah 34' |       |                   | Vrystaatstadion, Bloemfontein Toeschouwers: 3.500 Scheidsrechter: Sylvester Kirwa (KEN) |

|                                                                                   |                    |       |                         |                                                                                        |
| 17 januari African Championship of Nations 2014 № ?? «onderlinge duels» 17:00 uur | Ghana              | 1 – 1 | Libië                   | Vrystaatstadion, Bloemfontein Toeschouwers: 7.000 Scheidsrechter: Rédouane Jiyed (MAR) |
| 17 januari African Championship of Nations 2014 № ?? «onderlinge duels» 17:00 uur | Mohammed Yahaya 6' |       | 72' (pen.) Faisal Saleh | Vrystaatstadion, Bloemfontein Toeschouwers: 7.000 Scheidsrechter: Rédouane Jiyed (MAR) |

|                                                                                   |          |                    |       |                                                                                      |
| 21 januari African Championship of Nations 2014 № ?? «onderlinge duels» 19:00 uur | Ethiopië | 0 – 1              | Ghana | Vrystaatstadion, Bloemfontein Toeschouwers: 6.500 Scheidsrechter: Grisha Ghead (EGY) |
| 21 januari African Championship of Nations 2014 № ?? «onderlinge duels» 19:00 uur |          | 77' Kwabena Adusei |       | Vrystaatstadion, Bloemfontein Toeschouwers: 6.500 Scheidsrechter: Grisha Ghead (EGY) |

|                                                                                               |                           |       |                |                                                                                              |
| 26 januari African Championship of Nations 2014 Kwartfinale № ?? «onderlinge duels» 19:30 uur | Ghana                     | 1 – 0 | Congo-Kinshasa | Vrystaatstadion, Bloemfontein Toeschouwers: 12.000 Scheidsrechter: Lemghaifry Ould Ali (MAU) |
| 26 januari African Championship of Nations 2014 Kwartfinale № ?? «onderlinge duels» 19:30 uur | Kwabena Adusei 68' (pen.) |       |                | Vrystaatstadion, Bloemfontein Toeschouwers: 12.000 Scheidsrechter: Lemghaifry Ould Ali (MAU) |

|                                                                                                |                                               |       |                                                                     |                                                                                       |
| 29 januari African Championship of Nations 2014 Halve finale № ?? «onderlinge duels» 19:30 uur | Nigeria                                       | 0 – 0 | Ghana                                                               | Vrystaatstadion, Bloemfontein Toeschouwers: 7.000 Scheidsrechter: Janny Sikazwe (ZAM) |
| 29 januari African Championship of Nations 2014 Halve finale № ?? «onderlinge duels» 19:30 uur |                                               |       |                                                                     | Vrystaatstadion, Bloemfontein Toeschouwers: 7.000 Scheidsrechter: Janny Sikazwe (ZAM) |
| 29 januari African Championship of Nations 2014 Halve finale № ?? «onderlinge duels» 19:30 uur | Strafschoppen                                 |       |                                                                     | Vrystaatstadion, Bloemfontein Toeschouwers: 7.000 Scheidsrechter: Janny Sikazwe (ZAM) |
| 29 januari African Championship of Nations 2014 Halve finale № ?? «onderlinge duels» 19:30 uur | Ejike Uzoenyi Solomon Kwambe Uzochukwu Ogonna | 1–4   | Michael Akuffu Theophilus Annorbaah Abeiku Ainooson Asiedu Attobrah | Vrystaatstadion, Bloemfontein Toeschouwers: 7.000 Scheidsrechter: Janny Sikazwe (ZAM) |

|                                                                                          |                                                                                                |       |                                                                                         |                                                                                       |
| 1 februari African Championship of Nations 2014 Finale № ?? «onderlinge duels» 20:00 uur | Libië                                                                                          | 0 – 0 | Ghana                                                                                   | Groenpuntstadion, Kaapstad Toeschouwers: 16.505 Scheidsrechter: Mohamed Benouza (ALG) |
| 1 februari African Championship of Nations 2014 Finale № ?? «onderlinge duels» 20:00 uur |                                                                                                |       |                                                                                         | Groenpuntstadion, Kaapstad Toeschouwers: 16.505 Scheidsrechter: Mohamed Benouza (ALG) |
| 1 februari African Championship of Nations 2014 Finale № ?? «onderlinge duels» 20:00 uur | Strafschoppen                                                                                  |       |                                                                                         | Groenpuntstadion, Kaapstad Toeschouwers: 16.505 Scheidsrechter: Mohamed Benouza (ALG) |
| 1 februari African Championship of Nations 2014 Finale № ?? «onderlinge duels» 20:00 uur | Faisal Al-Badri Muataz Fadel Ahmed Al Maghasi Mohammed Al Shalabi Omar Abelsalam Ahmed El-Trbi | 4–3   | Michael Akuffu Samuel Ainooson Asiedu Attobrah Godfred Saka Jackson Owusu Joshua Tijani | Groenpuntstadion, Kaapstad Toeschouwers: 16.505 Scheidsrechter: Mohamed Benouza (ALG) |

|                                                          |                            |       |       |                                                                                         |
| 5 maart Vriendschappelijk № «onderlinge duels» 19:00 uur | Montenegro                 | 1 – 0 | Ghana | Stadion Pod Goricom, Podgorica Toeschouwers: 5.500 Scheidsrechter: Vlado Glođović (SRB) |
| 5 maart Vriendschappelijk № «onderlinge duels» 19:00 uur | Dejan Damjanović 2' (pen.) |       |       | Stadion Pod Goricom, Podgorica Toeschouwers: 5.500 Scheidsrechter: Vlado Glođović (SRB) |

|                                                            |                     |       |       |                                                                                        |
| 31 mei Vriendschappelijk № ?? «onderlinge duels» 20:30 uur | Nederland           | 1 – 0 | Ghana | Stadion Feijenoord, Rotterdam Toeschouwers: 48.000 Scheidsrechter: Carlos Xistra (POR) |
| 31 mei Vriendschappelijk № ?? «onderlinge duels» 20:30 uur | Robin van Persie 5' |       |       | Stadion Feijenoord, Rotterdam Toeschouwers: 48.000 Scheidsrechter: Carlos Xistra (POR) |

|                                                            |                                                                  |       |            |                                                                               |
| 9 juni Vriendschappelijk № ?? «onderlinge duels» 20:00 uur | Ghana                                                            | 4 – 0 | Zuid-Korea | Dolphin Stadium, Miami Toeschouwers: 7.000 Scheidsrechter: David Gantar (CAN) |
| 9 juni Vriendschappelijk № ?? «onderlinge duels» 20:00 uur | Jordan Ayew 11' Asamoah Gyan 44' Jordan Ayew 53' Jordan Ayew 89' |       |            | Dolphin Stadium, Miami Toeschouwers: 7.000 Scheidsrechter: David Gantar (CAN) |

| Wereldkampioenschap 2014 |
| ------------------------ |

|                                                                |                |       |                                          |                                                                                  |
| 16 juni WK 2014 Groep G № «onderlinge duels» 19:00 uur (UTC−3) | Ghana          | 1 – 2 | Verenigde Staten                         | Arena das Dunas, Natal Toeschouwers: 38.760 Scheidsrechter: Jonas Eriksson (SWE) |
| 16 juni WK 2014 Groep G № «onderlinge duels» 19:00 uur (UTC−3) | André Ayew 82' |       | 1' Clint Dempsey 86' John Anthony Brooks | Arena das Dunas, Natal Toeschouwers: 38.760 Scheidsrechter: Jonas Eriksson (SWE) |

|                                                                          |                                    |       |                                 |                                                                             |
| 21 juni WK 2014 Groep G № «onderlinge duels» 16:00 (UTC−3) 21:00 (UTC+2) | Duitsland                          | 2 – 2 | Ghana                           | Castelão, Fortaleza Toeschouwers: 60.000 Scheidsrechter: Sandro Ricci (BRA) |
| 21 juni WK 2014 Groep G № «onderlinge duels» 16:00 (UTC−3) 21:00 (UTC+2) | Mario Götze 51' Miroslav Klose 71' |       | 54' André Ayew 63' Asamoah Gyan | Castelão, Fortaleza Toeschouwers: 60.000 Scheidsrechter: Sandro Ricci (BRA) |

|                                                                |                                            |       |                 |                                                                                                   |
| 26 juni WK 2014 Groep G № «onderlinge duels» 18:00 uur (UTC−3) | Portugal                                   | 2 – 1 | Ghana           | Estádio Nacional de Brasília, Brasilia Toeschouwers: 67.540 Scheidsrechter: Nawaf Shukralla (BHR) |
| 26 juni WK 2014 Groep G № «onderlinge duels» 18:00 uur (UTC−3) | John Boye 30' (e.d.) Cristiano Ronaldo 80' |       | 5' Asamoah Gyan | Estádio Nacional de Brasília, Brasilia Toeschouwers: 67.540 Scheidsrechter: Nawaf Shukralla (BHR) |

|  |  |  |  |  |  |  |  |  |

|                                                                                    |                       |       |                  |                                                                    |
| 6 september Kwalificatie Afrika Cup 2015 Groep E № ?? «onderlinge duels» 17:00 uur | Ghana                 | 1 – 1 | Oeganda          | Baba Yara Stadium, Kumasi Scheidsrechter: Mohamed Said Kordi (TUN) |
| 6 september Kwalificatie Afrika Cup 2015 Groep E № ?? «onderlinge duels» 17:00 uur | André Ayew 50' (pen.) |       | 45' Tony Mawejje | Baba Yara Stadium, Kumasi Scheidsrechter: Mohamed Said Kordi (TUN) |

|                                                                                     |                                       |       |                                                                |                                                            |
| 10 september Kwalificatie Afrika Cup 2015 Groep E № ?? «onderlinge duels» 17:00 uur | Togo                                  | 2 – 3 | Ghana                                                          | Stade de Kégué, Lomé Scheidsrechter: Mohamed Benouza (ALG) |
| 10 september Kwalificatie Afrika Cup 2015 Groep E № ?? «onderlinge duels» 17:00 uur | Floyd Ayité 11' Emmanuel Adebayor 76' |       | 23' Asamoah Gyan 34' Emmanuel Agyemang-Badu 85' Christian Atsu | Stade de Kégué, Lomé Scheidsrechter: Mohamed Benouza (ALG) |

|                                                                         |                     |       |                  |                                                                  |
| 11 oktober Kwalificatie Afrika Cup 2015 Groep E № ?? «onderlinge duels» | Guinee              | 1 – 1 | Ghana            | Stade Mohammed V, Casablanca Scheidsrechter: Mohamed Ragab (LBY) |
| 11 oktober Kwalificatie Afrika Cup 2015 Groep E № ?? «onderlinge duels» | Ibrahima Traoré 81' |       | 27' Asamoah Gyan | Stade Mohammed V, Casablanca Scheidsrechter: Mohamed Ragab (LBY) |

|                                                                         |                                        |       |                     |                                                             |
| 15 oktober Kwalificatie Afrika Cup 2015 Groep E № ?? «onderlinge duels» | Ghana                                  | 3 – 1 | Guinee              | Tamalestadion, Tamale Scheidsrechter: Bernard Camille (SEY) |
| 15 oktober Kwalificatie Afrika Cup 2015 Groep E № ?? «onderlinge duels» | Asamoah Gyan 14' André Ayew 57' (pen.) |       | 34' Mohamed Yattara | Tamalestadion, Tamale Scheidsrechter: Bernard Camille (SEY) |

|                                                                          |                 |       |       |                                                                          |
| 15 november Kwalificatie Afrika Cup 2015 Groep E № ?? «onderlinge duels» | Oeganda         | 1 – 0 | Ghana | Mandela National Stadium, Kampala Scheidsrechter: El Fadil Mohamed (SUD) |
| 15 november Kwalificatie Afrika Cup 2015 Groep E № ?? «onderlinge duels» | Savio Kabugo 9' |       |       | Mandela National Stadium, Kampala Scheidsrechter: El Fadil Mohamed (SUD) |

|                                                                          |                                                               |       |                    |                                                                |
| 19 november Kwalificatie Afrika Cup 2015 Groep E № ?? «onderlinge duels» | Ghana                                                         | 3 – 1 | Togo               | Baba Yara Stadium, Kumasi Scheidsrechter: Bakary Gassama (GAM) |
| 19 november Kwalificatie Afrika Cup 2015 Groep E № ?? «onderlinge duels» | Abdul Waris 23' Wakaso Mubarak 26' Emmanuel Agyemang-Badu 69' |       | 48' Jonathan Ayité | Baba Yara Stadium, Kumasi Scheidsrechter: Bakary Gassama (GAM) |

### 2015
| Afrika Cup 2015 |
| --------------- |

|                                                                      |                       |       |                                 |                                                                                        |
| 19 januari Afrika Cup 2015 Groep C № ?? «onderlinge duels» 17:00 uur | Ghana                 | 1 – 2 | Senegal                         | Estadio de Mongomo, Mongomo Toeschouwers: 13.569 Scheidsrechter: Bernard Camille (SEY) |
| 19 januari Afrika Cup 2015 Groep C № ?? «onderlinge duels» 17:00 uur | André Ayew 14' (pen.) |       | 58' Mame Diouf 90+3' Moussa Sow | Estadio de Mongomo, Mongomo Toeschouwers: 13.569 Scheidsrechter: Bernard Camille (SEY) |

|                                                                      |                    |       |          |                                                                                        |
| 23 januari Afrika Cup 2015 Groep C № ?? «onderlinge duels» 17:00 uur | Ghana              | 1 – 0 | Algerije | Estadio de Mongomo, Mongomo Toeschouwers: 12.387 Scheidsrechter: Koman Coulibaly (MLI) |
| 23 januari Afrika Cup 2015 Groep C № ?? «onderlinge duels» 17:00 uur | Asamoah Gyan 90+2' |       |          | Estadio de Mongomo, Mongomo Toeschouwers: 12.387 Scheidsrechter: Koman Coulibaly (MLI) |

|                                                                      |                    |       |                              |                                                                      |
| 27 januari Afrika Cup 2015 Groep C № ?? «onderlinge duels» 19:00 uur | Zuid-Afrika        | 1 – 2 | Ghana                        | Estadio de Mongomo, Mongomo Scheidsrechter: Hamada Nampiandraza (MAD |
| 27 januari Afrika Cup 2015 Groep C № ?? «onderlinge duels» 19:00 uur | Mandla Masango 17' |       | 73' John Boye 83' André Ayew | Estadio de Mongomo, Mongomo Scheidsrechter: Hamada Nampiandraza (MAD |

|                                                                          |                                                       |       |        |                                                                     |
| 1 februari Afrika Cup 2015 Kwartfinale № ?? «onderlinge duels» 17:00 uur | Ghana                                                 | 3 – 0 | Guinee | Nuevo Estadio de Malabo, Malabo Scheidsrechter: Janny Sikazwe (ZAM) |
| 1 februari Afrika Cup 2015 Kwartfinale № ?? «onderlinge duels» 17:00 uur | Christian Atsu 4' Kwesi Appiah 44' Christian Atsu 61' |       |        | Nuevo Estadio de Malabo, Malabo Scheidsrechter: Janny Sikazwe (ZAM) |

|                                                                           |                                                            |       |                    |                                                                                               |
| 5 februari Afrika Cup 2015 Halve finale № ?? «onderlinge duels» 20:00 uur | Ghana                                                      | 3 – 0 | Equatoriaal-Guinea | Nuevo Estadio de Malabo, Malabo Toeschouwers: 15.250 Scheidsrechter: Eric Otogo-Castane (GAB) |
| 5 februari Afrika Cup 2015 Halve finale № ?? «onderlinge duels» 20:00 uur | Jordan Ayew 42' (pen.) Wakaso Mubarak 45+1' André Ayew 75' |       |                    | Nuevo Estadio de Malabo, Malabo Toeschouwers: 15.250 Scheidsrechter: Eric Otogo-Castane (GAB) |

|                                                                     | |              | |                                                                                 |
| 8 februari Afrika Cup 2015 Finale № ?? «onderlinge duels» 20:00 uur | Ivoorkust | 0 – 0 (n.v.) | Ghana | Estadio de Bata, Bata Toeschouwers: 38.000 Scheidsrechter: Bakary Gassama (GAM) |
| 8 februari Afrika Cup 2015 Finale № ?? «onderlinge duels» 20:00 uur | |              | | Estadio de Bata, Bata Toeschouwers: 38.000 Scheidsrechter: Bakary Gassama (GAM) |
| 8 februari Afrika Cup 2015 Finale № ?? «onderlinge duels» 20:00 uur | Strafschoppen |              | | Estadio de Bata, Bata Toeschouwers: 38.000 Scheidsrechter: Bakary Gassama (GAM) |
| 8 februari Afrika Cup 2015 Finale № ?? «onderlinge duels» 20:00 uur | Wilfried Bony Tallo Serge Aurier Seydou Doumbia Yaya Touré Salomon Kalou Kolo Touré Wilfried Kanon Eric Bailly Serey Die Barry Boubacar Copa | 9 – 8        | Wakaso Mubarak Jordan Ayew Afriyie Acquah Frank Acheampong Andre Ayew Jonathan Mensah Emmanuel Badu Harrison Afful Abdul Rahman Baba John Boye Brimah Razak | Estadio de Bata, Bata Toeschouwers: 38.000 Scheidsrechter: Bakary Gassama (GAM) |

|  |  |  |  |  |  |  |  |  |

|                                                              |                   |       |                                     |                                                                              |
| 28 maart Vriendschappelijk № ?? «onderlinge duels» 19:45 uur | Ghana             | 1 – 2 | Senegal                             | Stade Océane, Le Havre Toeschouwers: 5.466 Scheidsrechter: Darren Bond (ENG) |
| 28 maart Vriendschappelijk № ?? «onderlinge duels» 19:45 uur | Yiadom Boakye 84' |       | 66' Moussa Konaté 76' Moussa Konaté | Stade Océane, Le Havre Toeschouwers: 5.466 Scheidsrechter: Darren Bond (ENG) |

|                                                              |                            |       |                        |                                                                               |
| 31 maart Vriendschappelijk № ?? «onderlinge duels» 19:30 uur | Ghana                      | 1 – 1 | Mali                   | Stade Charléty, Parijs Toeschouwers: 2.000 Scheidsrechter: Said Ennjimi (FRA) |
| 31 maart Vriendschappelijk № ?? «onderlinge duels» 19:30 uur | Emmanuel Agyemang-Badu 52' |       | 71' (pen.) Bakary Sako | Stade Charléty, Parijs Toeschouwers: 2.000 Scheidsrechter: Said Ennjimi (FRA) |

|                                                            |                    |       |                                            |                                                                   |
| 25 mei Vriendschappelijk № ?? «onderlinge duels» 17:00 uur | Ghana              | 1 – 2 | Madagaskar                                 | Royal Bafokengstadion, Phokeng Scheidsrechter: Joshua Bondo (BOT) |
| 25 mei Vriendschappelijk № ?? «onderlinge duels» 17:00 uur | Daniel Darkwah 39' |       | 27' Rhino Randriamanjaka 90' Jimmy Simouri | Royal Bafokengstadion, Phokeng Scheidsrechter: Joshua Bondo (BOT) |

|                                                            |                                                        |       |       |                                                                                      |
| 27 mei Vriendschappelijk № ?? «onderlinge duels» 17:00 uur | Zambia                                                 | 3 – 0 | Ghana | Royal Bafokengstadion, Phokeng Toeschouwers: 2.000 Scheidsrechter: Nelson Fred (SEY) |
| 27 mei Vriendschappelijk № ?? «onderlinge duels» 17:00 uur | Bonewell Mwape 25' Aaron Katebe 29' Nathan Sinkala 42' |       |       | Royal Bafokengstadion, Phokeng Toeschouwers: 2.000 Scheidsrechter: Nelson Fred (SEY) |

|                                                            |                    |       |      |                                                                   |
| 8 juni Vriendschappelijk № ?? «onderlinge duels» 17:30 uur | Ghana              | 1 – 0 | Togo | Accra Sports Stadium, Accra Scheidsrechter: Shuaibu Abdulai (NGR) |
| 8 juni Vriendschappelijk № ?? «onderlinge duels» 17:30 uur | Bernard Mensah 38' |       |      | Accra Sports Stadium, Accra Scheidsrechter: Shuaibu Abdulai (NGR) |

|                                                                        | |       |                 |                                                               |
| 14 juni Kwalificatie Afrika Cup 2017 № ?? «onderlinge duels» 15:30 uur | Ghana | 7 – 1 | Mauritius       | Accra Sports Stadium, Accra Scheidsrechter: Fidel Gomes (GBS) |
| 14 juni Kwalificatie Afrika Cup 2017 № ?? «onderlinge duels» 15:30 uur | Christian Atsu 11' Jordan Ayew 17' Asamoah Gyan 23' Asamoah Gyan 30' Jordan Ayew 38' Jeff Schlupp 66' David Accam 90' |       | 32' Andy Sophie | Accra Sports Stadium, Accra Scheidsrechter: Fidel Gomes (GBS) |

|                                                                 |                                       |       |                                                             |                                                                                                 |
| 1 september Vriendschappelijk № ?? «onderlinge duels» 15:00 uur | Congo-Brazzaville                     | 2 – 3 | Ghana                                                       | Stade Municipal de Kintélé, Brazzaville Toeschouwers: 42.000 Scheidsrechter: Ndala Ngambo (COD) |
| 1 september Vriendschappelijk № ?? «onderlinge duels» 15:00 uur | Babélé Sagesse 54' Hardy Binguila 90' |       | 17' (e.d.) Babélé Sagesse 22' Yiadom Boakye 90' Jordan Ayew | Stade Municipal de Kintélé, Brazzaville Toeschouwers: 42.000 Scheidsrechter: Ndala Ngambo (COD) |

|                                                                            |        |                    |       |                                                          |
| 5 september Kwalificatie Afrika Cup 2017 № ?? «onderlinge duels» 15:30 uur | Rwanda | 0 – 1              | Ghana | Stade Amahoro, Kigali Scheidsrechter: Wish Yabarow (SOM) |
| 5 september Kwalificatie Afrika Cup 2017 № ?? «onderlinge duels» 15:30 uur |        | 85' Wakaso Mubarak |       | Stade Amahoro, Kigali Scheidsrechter: Wish Yabarow (SOM) |

|                                                      |                    |       |                   |                                                                                     |
| 13 oktober Vriendschappelijk № ?? «onderlinge duels» | Canada             | 1 – 1 | Ghana             | RFK Memorial, Washington D.C. Toeschouwers: 2.300 Scheidsrechter: Chris Penso (USA) |
| 13 oktober Vriendschappelijk № ?? «onderlinge duels» | Marcel de Jong 30' |       | 45' Albert Adomah | RFK Memorial, Washington D.C. Toeschouwers: 2.300 Scheidsrechter: Chris Penso (USA) |

|                                                      |                                   |       |                     |                                                           |
| 18 oktober Vriendschappelijk № ?? «onderlinge duels» | Ghana                             | 2 – 1 | Ivoorkust           | Baba Yara Stadium, Kumasi Scheidsrechter: Juste Zio (BUR) |
| 18 oktober Vriendschappelijk № ?? «onderlinge duels» | Joel Fameyeh 45' Joel Fameyeh 89' |       | 33' Ibrahim Sangare | Baba Yara Stadium, Kumasi Scheidsrechter: Juste Zio (BUR) |

|                                                      |                      |       |       |                                                                         |
| 30 oktober Vriendschappelijk № ?? «onderlinge duels» | Ivoorkust            | 1 – 0 | Ghana | Stade Robert Champroux, Abidjan Scheidsrechter: Abderahmane Kelly (MAU) |
| 30 oktober Vriendschappelijk № ?? «onderlinge duels» | Koffi Davy Bouah 35' |       |       | Stade Robert Champroux, Abidjan Scheidsrechter: Abderahmane Kelly (MAU) |

|                                                          |         |       |       |                                                                              |
| 13 november WK 2018 kwalificatie № ?? «onderlinge duels» | Comoren | 0 – 0 | Ghana | Stade Said Mohamed Cheikh, Mitsamiouli Scheidsrechter: Norman Matemara (ZIM) |
| 13 november WK 2018 kwalificatie № ?? «onderlinge duels» |         |       |       | Stade Said Mohamed Cheikh, Mitsamiouli Scheidsrechter: Norman Matemara (ZIM) |

|                                                          |                                    |       |         |                                                              |
| 17 november WK 2018 kwalificatie № ?? «onderlinge duels» | Ghana                              | 2 – 0 | Comoren | Baba Yara Stadium, Kumasi Scheidsrechter: Mohamed Omar (LBY) |
| 17 november WK 2018 kwalificatie № ?? «onderlinge duels» | Wakaso Mubarak 18' Jordan Ayew 85' |       |         | Baba Yara Stadium, Kumasi Scheidsrechter: Mohamed Omar (LBY) |

### 2016
|                                                            |                                                   |       |                   |                                                              |
| 24 maart Kwalificatie Afrika Cup 2017 № «onderlinge duels» | Ghana                                             | 3 – 1 | Mozambique        | Accrastadion, Accra Scheidsrechter: Bouchaïb El Ahrach (MAR) |
| 24 maart Kwalificatie Afrika Cup 2017 № «onderlinge duels» | Frank Acheampong 5' John Boye 56' Jordan Ayew 58' |       | 67' Cesar Manjate | Accrastadion, Accra Scheidsrechter: Bouchaïb El Ahrach (MAR) |

|                                                            |            |       |       |                                                              |
| 27 maart Kwalificatie Afrika Cup 2017 № «onderlinge duels» | Mozambique | 0 – 0 | Ghana | Estádio do Zimpeto, Maputo Scheidsrechter: Denis Batte (UGA) |
| 27 maart Kwalificatie Afrika Cup 2017 № «onderlinge duels» |            |       |       | Estádio do Zimpeto, Maputo Scheidsrechter: Denis Batte (UGA) |

|                                                          |           |                                   |       |                                                           |
| 5 juni Kwalificatie Afrika Cup 2017 № «onderlinge duels» | Mauritius | 0 – 2                             | Ghana | Stade Anjalay, Mapou Scheidsrechter: Tessema Bamlak (ETH) |
| 5 juni Kwalificatie Afrika Cup 2017 № «onderlinge duels» |           | 70' André Ayew 74' Christian Atsu |       | Stade Anjalay, Mapou Scheidsrechter: Tessema Bamlak (ETH) |

|                                                               |                     |       |                          |                                                           |
| 3 september Kwalificatie Afrika Cup 2017 № «onderlinge duels» | Ghana               | 1 – 1 | Rwanda                   | Accrastadion, Accra Scheidsrechter: Antoine Essouma (CMR) |
| 3 september Kwalificatie Afrika Cup 2017 № «onderlinge duels» | Antoine Essouma 24' |       | 83' Muhadjiri Hakizimana | Accrastadion, Accra Scheidsrechter: Antoine Essouma (CMR) |

|                                                    |                   |       |       |                                                                                   |
| 6 september Vriendschappelijk № «onderlinge duels» | Rusland           | 1 – 0 | Ghana | Lokomotivstadion, Moskou Toeschouwers: 20.000 Scheidsrechter: Aliyar Ağayev (AZE) |
| 6 september Vriendschappelijk № «onderlinge duels» | Fjodor Smolov 20' |       |       | Lokomotivstadion, Moskou Toeschouwers: 20.000 Scheidsrechter: Aliyar Ağayev (AZE) |

|                                                     |       |       |         |                                                                                           |
| 7 oktober Kwalificatie WK 2018 № «onderlinge duels» | Ghana | 0 – 0 | Oeganda | Tamalestadion, Tamale Toeschouwers: 19.000 Scheidsrechter: Mohamed Hussein El Fadil (SUD) |
| 7 oktober Kwalificatie WK 2018 № «onderlinge duels» |       |       |         | Tamalestadion, Tamale Toeschouwers: 19.000 Scheidsrechter: Mohamed Hussein El Fadil (SUD) |

|                                                   |                   |       |                    |                                                                                      |
| 11 oktober Vriendschappelijk № «onderlinge duels» | Zuid-Afrika       | 1 – 1 | Ghana              | Moses Mabhidastadion, Durban Toeschouwers: 9.674 Scheidsrechter: Janny Sikazwe (ZAM) |
| 11 oktober Vriendschappelijk № «onderlinge duels» | Ayanda Patosi 52' |       | 37' Mubarak Wakaso | Moses Mabhidastadion, Durban Toeschouwers: 9.674 Scheidsrechter: Janny Sikazwe (ZAM) |

|                                                       |                                               |       |       |                                                                          |
| 13 november Kwalificatie WK 2018 № «onderlinge duels» | Egypte                                        | 2 – 0 | Ghana | Borg El Arabstadion, Alexandrië Scheidsrechter: Eric Otogo-Castane (GAB) |
| 13 november Kwalificatie WK 2018 № «onderlinge duels» | Mohamed Salah 43' (pen.) Abdallah El Said 86' |       |       | Borg El Arabstadion, Alexandrië Scheidsrechter: Eric Otogo-Castane (GAB) |

### 2017
| Afrikaans kampioenschap 2017 |
| ---------------------------- |

|                                                                           |                       |       |         |                                                                      |
| 17 januari Afrikaans kampioenschap Groep D № «onderlinge duels» 17:00 uur | Ghana                 | 1 – 0 | Oeganda | Stade de Port-Gentil, Port-Gentil Scheidsrechter: Joshua Bondo (BOT) |
| 17 januari Afrikaans kampioenschap Groep D № «onderlinge duels» 17:00 uur | André Ayew 32' (pen.) |       |         | Stade de Port-Gentil, Port-Gentil Scheidsrechter: Joshua Bondo (BOT) |

|                                                                           |                  |       |      |                                                                           |
| 21 januari Afrikaans kampioenschap Groep D № «onderlinge duels» 17:00 uur | Ghana            | 1 – 0 | Mali | Stade de Port-Gentil, Port-Gentil Scheidsrechter: Mehdi Abid Charef (ALG) |
| 21 januari Afrikaans kampioenschap Groep D № «onderlinge duels» 17:00 uur | Asamoah Gyan 21' |       |      | Stade de Port-Gentil, Port-Gentil Scheidsrechter: Mehdi Abid Charef (ALG) |

|                                                                           |                   |       |       |                                                                        |
| 25 januari Afrikaans kampioenschap Groep D № «onderlinge duels» 20:00 uur | Egypte            | 1 – 0 | Ghana | Stade de Port-Gentil, Port-Gentil Scheidsrechter: Bakary Gassama (GAM) |
| 25 januari Afrikaans kampioenschap Groep D № «onderlinge duels» 20:00 uur | Mohamed Salah 11' |       |       | Stade de Port-Gentil, Port-Gentil Scheidsrechter: Bakary Gassama (GAM) |

|                                                                               |                      |       |                                       |                                                          |
| 29 januari Afrikaans kampioenschap Kwartfinale № «onderlinge duels» 17:00 uur | Congo-Kinshasa       | 1 – 2 | Ghana                                 | Stade d'Oyem, Oyem Scheidsrechter: Bernard Camille (SEY) |
| 29 januari Afrikaans kampioenschap Kwartfinale № «onderlinge duels» 17:00 uur | Paul-José M'Poku 68' |       | 63' Jordan Ayew 78' (pen.) André Ayew | Stade d'Oyem, Oyem Scheidsrechter: Bernard Camille (SEY) |

|                                                                                |                                                     |       |       |                                                                        |
| 2 februari Afrikaans kampioenschap Halve finale № «onderlinge duels» 20:00 uur | Kameroen                                            | 2 – 0 | Ghana | Stade de Franceville, Franceville Scheidsrechter: Bakary Gassama (GAM) |
| 2 februari Afrikaans kampioenschap Halve finale № «onderlinge duels» 20:00 uur | Michael Ngadeu-Ngadjui 72' Christian Bassogog 90+3' |       |       | Stade de Franceville, Franceville Scheidsrechter: Bakary Gassama (GAM) |

|                                                                                |                  |       |       |                                                                       |
| 4 februari Afrikaans kampioenschap Troostfinale № «onderlinge duels» 20:00 uur | Burkina Faso     | 1 – 0 | Ghana | Stade de l'Amitié, Libreville Scheidsrechter: Mehdi Abid Charef (ALG) |
| 4 februari Afrikaans kampioenschap Troostfinale № «onderlinge duels» 20:00 uur | Alain Traoré 89' |       |       | Stade de l'Amitié, Libreville Scheidsrechter: Mehdi Abid Charef (ALG) |

|  |  |  |  |  |  |  |  |  |

|                                                         |                          |       |                      |                                                                            |
| 25 mei Vriendschappelijk № «onderlinge duels» 16:30 uur | Ghana                    | 1 – 1 | Benin                | Accrastadion, Accra Toeschouwers: 1.000 Scheidsrechter: Prosper Adii (GHA) |
| 25 mei Vriendschappelijk № «onderlinge duels» 16:30 uur | Mohammed Awal 44' (pen.) |       | 20' Ibrahim Ogoulola | Accrastadion, Accra Toeschouwers: 1.000 Scheidsrechter: Prosper Adii (GHA) |

|                                                                             |                                                                                           |       |          |                                                                 |
| 11 juni Kwalificatie Afrika Cup 2019 Groep F № «onderlinge duels» 15:30 uur | Ghana                                                                                     | 5 – 0 | Ethiopië | Baba Yarastadion, Kumasi Scheidsrechter: Maguette N'Diaye (SEN) |
| 11 juni Kwalificatie Afrika Cup 2019 Groep F № «onderlinge duels» 15:30 uur | Asamoah Gyan 10' John Boye 15' Ebenezer Ofori 41' Raphael Dwamena 48' Raphael Dwamena 60' |       |          | Baba Yarastadion, Kumasi Scheidsrechter: Maguette N'Diaye (SEN) |

|                                                         |                                 |       |                  |                                                                                            |
| 1 juli Vriendschappelijk № «onderlinge duels» 16:45 uur | Verenigde Staten                | 2 – 1 | Ghana            | Rentschler Field, East Hartford Toeschouwers: 28.494 Scheidsrechter: Ismael Melendez (SLV) |
| 1 juli Vriendschappelijk № «onderlinge duels» 16:45 uur | Dom Dwyer 19' Kellyn Acosta 52' |       | 59' Asamoah Gyan | Rentschler Field, East Hartford Toeschouwers: 28.494 Scheidsrechter: Ismael Melendez (SLV) |

|                                                                   |                                              |       |                                         |                                                            |
| 12 augustus Kwalificatie CHAN 2018 № «onderlinge duels» 16:00 uur | Burkina Faso                                 | 2 – 2 | Ghana                                   | Stade du 4 Août, Ouagadougou Scheidsrechter: Issa Sy (SEN) |
| 12 augustus Kwalificatie CHAN 2018 № «onderlinge duels» 16:00 uur | Mohamed Sydney Sylla 58' Ilasse Sawadogo 85' |       | 17' (pen.) Sadick Adams 65' Gideon Waja | Stade du 4 Août, Ouagadougou Scheidsrechter: Issa Sy (SEN) |

|                                                                   |                |       |                                            |                                                               |
| 20 augustus Kwalificatie CHAN 2018 № «onderlinge duels» 15:30 uur | Ghana          | 1 – 2 | Burkina Faso                               | Baba Yarastadion, Kumasi Scheidsrechter: Bienvenu Sinko (CIV) |
| 20 augustus Kwalificatie CHAN 2018 № «onderlinge duels» 15:30 uur | Felix Addo 61' |       | 8' Mohamed Sydney Sylla 28' Herman Nikiema | Baba Yarastadion, Kumasi Scheidsrechter: Bienvenu Sinko (CIV) |

|                                                                         |                   |       |                    |                                                                                      |
| 1 september Kwalificatie WK 2018 Groep E № «onderlinge duels» 15:30 uur | Ghana             | 1 – 1 | Congo-Brazzaville  | Baba Yarastadion, Kumasi Toeschouwers: 30.000 Scheidsrechter: Youssef Essrayri (TUN) |
| 1 september Kwalificatie WK 2018 Groep E № «onderlinge duels» 15:30 uur | Thomas Partey 85' |       | 18' Thievy Bifouma | Baba Yarastadion, Kumasi Toeschouwers: 30.000 Scheidsrechter: Youssef Essrayri (TUN) |

|                                                                         |                                 |       |                                                                                                 |                                                                                                   |
| 5 september Kwalificatie WK 2018 Groep E № «onderlinge duels» 15:30 uur | Congo-Brazzaville               | 1 – 5 | Ghana                                                                                           | Stade Municipal de Kintélé, Brazzaville Toeschouwers: 14.379 Scheidsrechter: Rédouane Jiyed (MAR) |
| 5 september Kwalificatie WK 2018 Groep E № «onderlinge duels» 15:30 uur | Vladis-Emmerson Illoy-Ayyet 43' |       | 23' Richmond Boakye 26' Thomas Partey 45+2' Thomas Partey 69' Thomas Partey 85' Richmond Boakye | Stade Municipal de Kintélé, Brazzaville Toeschouwers: 14.379 Scheidsrechter: Rédouane Jiyed (MAR) |

|                                                                          |                              |       |        |                                                                       |
| 9 september WAFU Nations Cup Eerste ronde № «onderlinge duels» 15:00 uur | Ghana                        | 1 – 0 | Gambia | Cape Coaststadion, Cape Coast Scheidsrechter: Boukari Ouedraogo (BUR) |
| 9 september WAFU Nations Cup Eerste ronde № «onderlinge duels» 15:00 uur | Vincent Antigah 90+9' (pen.) |       |        | Cape Coaststadion, Cape Coast Scheidsrechter: Boukari Ouedraogo (BUR) |

|                                                                         |                                   |       |     |                                                                    |
| 14 september WAFU Cup of Nations Groep 1 № «onderlinge duels» 18:00 uur | Ghana                             | 2 – 0 | GUI | Cape Coaststadion, Cape Coast Scheidsrechter: Yanissou Bebou (TOG) |
| 14 september WAFU Cup of Nations Groep 1 № «onderlinge duels» 18:00 uur | Samuel Sarfo 48' Kwame Kizito 77' |       |     | Cape Coaststadion, Cape Coast Scheidsrechter: Yanissou Bebou (TOG) |

|                                                                         |                      |       |      |                                                                 |
| 16 september WAFU Cup of Nations Groep 1 № «onderlinge duels» 18:00 uur | Ghana                | 1 – 0 | Mali | Cape Coaststadion, Cape Coast Scheidsrechter: Jerry Yekeh (LBR) |
| 16 september WAFU Cup of Nations Groep 1 № «onderlinge duels» 18:00 uur | Winnful Cobbinah 73' |       |      | Cape Coaststadion, Cape Coast Scheidsrechter: Jerry Yekeh (LBR) |

|                                                                         |       |                                    |         |                                                                           |
| 18 september WAFU Cup of Nations Groep 1 № «onderlinge duels» 18:00 uur | Ghana | 0 – 2                              | Nigeria | Cape Coaststadion, Cape Coast Scheidsrechter: Kouassi Fredéric Biro (CIV) |
| 18 september WAFU Cup of Nations Groep 1 № «onderlinge duels» 18:00 uur |       | 52' Anthony Okpotu 55' Peter Eneji |         | Cape Coaststadion, Cape Coast Scheidsrechter: Kouassi Fredéric Biro (CIV) |

|                                                                              |                                    |       |       |                                                                    |
| 21 september WAFU Cup of Nations Halve finale № «onderlinge duels» 18:00 uur | Ghana                              | 2 – 0 | Niger | Cape Coaststadion, Cape Coast Scheidsrechter: Yanissou Bebou (TOG) |
| 21 september WAFU Cup of Nations Halve finale № «onderlinge duels» 18:00 uur | Kwame Kizito 31' Stephen Sarfo 79' |       |       | Cape Coaststadion, Cape Coast Scheidsrechter: Yanissou Bebou (TOG) |

|                                                                        |                                                                                              |       |                 |                                                                  |
| 24 september WAFU Cup of Nations Finale № «onderlinge duels» 18:00 uur | Ghana                                                                                        | 4 – 1 | Nigeria         | Cape Coaststadion, Cape Coast Scheidsrechter: Daouda Gueye (SEN) |
| 24 september WAFU Cup of Nations Finale № «onderlinge duels» 18:00 uur | Stephen Sarfo 44' Vincent Antigah 60' (pen.) Stephen Sarfo 78' (pen.) Winfull Cobbinah 90+3' |       | 90+5' Rabiu Ali | Cape Coaststadion, Cape Coast Scheidsrechter: Daouda Gueye (SEN) |

|                                                                       |         |       |       |                                                                                      |
| 7 oktober Kwalificatie WK 2018 Groep E № «onderlinge duels» 16:00 uur | Oeganda | 0 – 0 | Ghana | Nationaal stadion, Kampala Toeschouwers: 35.000 Scheidsrechter: Daniel Bennett (RSA) |
| 7 oktober Kwalificatie WK 2018 Groep E № «onderlinge duels» 16:00 uur |         |       |       | Nationaal stadion, Kampala Toeschouwers: 35.000 Scheidsrechter: Daniel Bennett (RSA) |

|                                                             |               |                                                           |       |                                    |
| 10 oktober Vriendschappelijk № «onderlinge duels» 20:15 uur | Saoedi-Arabië | 0 – 3                                                     | Ghana | Koning Abdoellah Sportstad, Djedda |
| 10 oktober Vriendschappelijk № «onderlinge duels» 20:15 uur |               | 44' Kasim Nuhu 69' (e.d.) Osama Hawsawi 88' Thomas Partey |       | Koning Abdoellah Sportstad, Djedda |

|                                                                         |                 |       |               |                                                                                          |
| 12 november Kwalificatie WK 2018 Groep E № «onderlinge duels» 15:30 uur | Ghana           | 1 – 1 | Egypte        | Cape Coaststadion, Cape Coast Toeschouwers: 14.000 Scheidsrechter: Malang Diedhiou (SEN) |
| 12 november Kwalificatie WK 2018 Groep E № «onderlinge duels» 15:30 uur | Edwin Gyasi 63' |       | 61' Shikabala | Cape Coaststadion, Cape Coast Toeschouwers: 14.000 Scheidsrechter: Malang Diedhiou (SEN) |

### 2018
|                                                         |       |                                              |       |                                                                                 |
| 30 mei Vriendschappelijk № «onderlinge duels» 19:25 uur | Japan | 0 – 2                                        | Ghana | Nissan Stadion, Yokohama Toeschouwers: 64.520 Scheidsrechter: Chris Beath (AUS) |
| 30 mei Vriendschappelijk № «onderlinge duels» 19:25 uur |       | 9' Thomas Partey 51' (pen.) Emmanuel Boateng |       | Nissan Stadion, Yokohama Toeschouwers: 64.520 Scheidsrechter: Chris Beath (AUS) |

|                                                         |                                        |       |                                  |                                                                                    |
| 7 juni Vriendschappelijk № «onderlinge duels» 21:00 uur | IJsland                                | 2 – 2 | Ghana                            | Laugardalsvöllur, Reykjavík Toeschouwers: 9.723 Scheidsrechter: Bobby Madley (ENG) |
| 7 juni Vriendschappelijk № «onderlinge duels» 21:00 uur | Kári Árnason 6' Alfreð Finnbogason 40' |       | 66' Kasim Nuhu 87' Thomas Partey | Laugardalsvöllur, Reykjavík Toeschouwers: 9.723 Scheidsrechter: Bobby Madley (ENG) |

|                                                                 |                    |       |       |                                                                              |
| 8 september Kwalificatie AK 2019 № «onderlinge duels» 16:00 uur | Kenia              | 1 – 0 | Ghana | Moi International Sports Centre, Nairobi Scheidsrechter: Janny Sikazwe (ZAM) |
| 8 september Kwalificatie AK 2019 № «onderlinge duels» 16:00 uur | Nicholas Opoku 40' |       |       | Moi International Sports Centre, Nairobi Scheidsrechter: Janny Sikazwe (ZAM) |

### 2019
| Afrikaans kampioenschap 2019 |
| ---------------------------- |

GFA · A-internationals · Selecties ·  Bondscoaches · Ghanees vrouwenelftal · Ghana U21 · Ghana U20 · Ghana U19 · Ghana U18 · Ghana U17
1950 – 1959 ·
1960 – 1969 ·
1970 – 1979 ·
1980 – 1989 ·
1990 – 1999 ·
2000 – 2009 ·
2010 – 2019 ·
2020 − 2029
WK 2006 ·
WK 2010 · 
WK 2014
OS 1964 · 
OS 1968 · 
OS 1972 · 
OS 1976 · 
OS 1992 · 
OS 1996 ·
OS 2004
1950 · 
1951 · 
1952 · 
1953 · 
1954 · 
1955 · 
1956 · 
1957 · 
1958 · 
1959 · 
1960 · 
1961 · 
1962 · 
1963 · 
1964 · 
1965 · 
1966 · 
1967 · 
1968 · 
1969 · 
1970 · 
1971 · 
1972 · 
1973 · 
1974 · 
1975 · 
1976 · 
1977 · 
1978 · 
1979 · 
1980 · 
1981 · 
1982 · 
1983 · 
1984 · 
1985 · 
1986 · 
1987 · 
1988 · 
1989 · 
1990 · 
1991 · 
1992 · 
1993 · 
1994 · 
1995 · 
1996 · 
1997 · 
1998 · 
1999 · 
2000 · 
2001 · 
2002 · 
2003 · 
2004 · 
2005 · 
2006 · 
2007 · 
2008 · 
2009 · 
2010 · 
2011 · 
2012 · 
2013 ·
2014 ·
2015 ·
2016 ·
2017 ·
2018 ·
2019 ·
2020 ·
2021 ·
2022 ·
2023
Algerije ·
Angola ·
Argentinië ·
Australië ·
Benin ·
Bosnië en Herzegovina ·
Botswana ·
Brazilië ·
Burkina Faso ·
Burundi ·
Canada ·
Centraal-Afrikaanse Republiek ·
Chili ·
China ·
Comoren ·
Congo-Brazzaville ·
Congo-Kinshasa ·
Cuba ·
DDR ·
Denemarken ·
Duitsland ·
Egypte ·
Engeland ·
Equatoriaal-Guinea ·
Eritrea ·
Ethiopië ·
Gabon ·
Gambia ·
Griekenland ·
Guinee ·
Guinee-Bissau ·
IJsland ·
India ·
Indonesië ·
Irak ·
Iran ·
Italië ·
Ivoorkust ·
Jamaica ·
Japan ·
Joegoslavië ·
Kaapverdië ·
Kameroen ·
Kenia ·
Lesotho ·
Letland ·
Liberia ·
Libië ·
Madagaskar ·
Malawi ·
Maleisië ·
Mali ·
Marokko ·
Mauritius ·
Mexico ·
Montenegro · 
Mozambique ·
Namibië ·
Nederland ·
Nicaragua ·
Nieuw-Zeeland ·
Niger ·
Nigeria ·
Noorwegen ·
Oeganda ·
Oostenrijk ·
Portugal ·
Qatar ·
Rusland ·
Rwanda ·
Saoedi-Arabië ·
Sao Tomé en Principe ·
Senegal ·
Servië ·
Sierra Leone ·
Singapore ·
Slovenië ·
Soedan ·
Somalië ·
Swaziland ·
Tanzania ·
Thailand ·
Togo ·
Tsjaad ·
Tsjechië ·
Tunesië ·
Turkije ·
Uruguay ·
Verenigde Staten ·
Zambia ·
Zimbabwe ·
Zuid-Afrika ·
Zuid-Korea ·
Zwitserland
Brazilië (2006) · 
Duitsland (2014) ·
Italië (2006) · 
Ivoorkust (2015) · 
Portugal (2014) ·
Servië (2010) · 
Tsjechië (2006) · 
Verenigde Staten (2006) · 
Verenigde Staten (2014)
AFC-zone: Afghanistan · Australië · Bahrein · Bangladesh · Bhutan · Brunei · Cambodja · China · Chinees Taipei · Filipijnen · Guam · Hongkong · India · Indonesië · Iran · Irak · Japan · Jemen · Jordanië · Koeweit · Kirgizië · Laos · Libanon · Macau · Maleisië · Maldiven · Mongolië · Myanmar · Nepal · Noord-Korea · Oezbekistan · Oman · Oost-Timor · Pakistan · Palestina · Qatar · Saoedi-Arabië · Singapore · Sri Lanka · Syrië · Tadjikistan · Thailand · Turkmenistan · Verenigde Arabische Emiraten · Vietnam · Zuid-Korea

CAF-zone: Algerije · Angola · Benin · Botswana · Burkina Faso · Burundi · Centraal-Afrikaanse Republiek · Comoren · Congo-Brazzaville · Congo-Kinshasa · Djibouti · Egypte · Equatoriaal-Guinea · Eritrea · Ethiopië · Gabon · Gambia · Ghana · Guinee · Guinee-Bissau · Ivoorkust · Kaapverdië · Kameroen · Kenia · Lesotho · Liberia · Libië · Madagaskar · Malawi · Mali · Mauritanië · Mauritius · Marokko · Mozambique · Namibië · Niger · Nigeria · Oeganda · Rwanda · Sao Tomé en Principe · Senegal · Seychellen · Sierra Leone · Soedan · Somalië · Swaziland · Tanzania · Togo · Tsjaad · Tunesië · Zambia · Zimbabwe · Zuid-Afrika · Zuid-Soedan 

CONCACAF-zone: Amerikaanse Maagdeneilanden · Anguilla · Antigua en Barbuda · Aruba · Bahama's · Barbados · Belize · Bermuda · Britse Maagdeneilanden · Canada · Kaaimaneilanden · Costa Rica · Cuba · Curaçao · Dominica · Dominicaanse Republiek · El Salvador · Frans Guyana · Grenada · Guadeloupe · Guatemala · Guyana · Haïti · Honduras · Jamaica · Martinique · Mexico · Montserrat · 
Nicaragua · Panama · Puerto Rico · Saint Kitts en Nevis · Saint Lucia · Saint Vincent en de Grenadines · Sint Maarten · Suriname · Trinidad en Tobago · Turks- en Caicoseilanden · Verenigde Staten

CONMEBOL-zone: Argentinië · Bolivia · Brazilië · Chili · Colombia · Ecuador · Paraguay · Peru · Uruguay · Venezuela

OFC-zone: Amerikaans-Samoa · Cookeilanden · Fiji · Nieuw-Caledonië · Nieuw-Zeeland · Papoea-Nieuw-Guinea · Samoa · Salomoneilanden · Tahiti · Tonga · Vanuatu

UEFA-zone: Albanië · Andorra · Armenië · Azerbeidzjan · België · Bosnië en Herzegovina · Bulgarije · Cyprus · Denemarken · Duitsland · Engeland · Estland · Faeröer · Finland · Frankrijk · Georgië · Gibraltar · Griekenland · Hongarije · IJsland · Ierland · Israël · Italië · Kazachstan · Kosovo · Kroatië · Letland · Liechtenstein · Litouwen · Luxemburg · Macedonië · Malta · Moldavië · Montenegro · Nederland · Noord-Ierland · Noorwegen · Oekraïne · Oostenrijk · Polen · Portugal · Roemenië · Rusland · San Marino · Schotland · Servië · Slovenië · Slowakije · Spanje · Tsjechië · Turkije · Wales · Wit-Rusland · Zweden · Zwitserland